# Elena Roca
Elena Roca (La Coruña, 1 de julio de 1976) es una exjugadora española de rugby. Fue internacional con la Selección española femenina y jugó para el CRAT.   

## Biografía
Elena Roca participò en el Torneo Seis Naciones femenino .
Fue seleccionada para la Copa Mundial de Rugby Femenina de 2002 y de 2006.

## Palmarés
- 45 internacionalidades con la Selección española (debutó el 3 de febrero del 2001 contra Irlanda)
- Varias participaciones en el Torneo Seis Naciones
- Participación en la Copa del Mundo de 2002 y de 2006